# Волошин, Дмитрий Владимирович
Дми́трий Влади́мирович Воло́шин (род. 7 ноября 1979, Ворошиловград) — российский государственный и политический деятель. Глава городского округа Химки (с 2016 по 2025 год), секретарь местного отделения партии «Единая Россия».

## Биография
Родился 7 ноября 1979 года в Ворошиловграде. Женат, воспитывает сына.

### Образование
- В 2010 году окончил факультет международного бизнеса и делового администрирования Академии народного хозяйства при Президенте РФ по специальности «Экономика и управление».
- Окончил магистратуру по направлению «Менеджмент» в Российской академии народного хозяйства и государственной службы при Президенте Российской Федерации.
- В 2013 году окончил обучение по программе МВА «Управление недвижимостью» в Королевском институте управления недвижимостью (Великобритания).
- В 2014 году окончил курсы обучения в Джорджтаунском университете по программе «Специализация развития рынка недвижимости США».

### Трудовая деятельность
С 2002 года начал свою трудовую деятельность в коммерческих структурах. В августе 2008 года пришёл на работу в Департамент жилищной политики и жилищного фонда Москвы на должность ведущего специалиста Отдела по работе с населением. С августа 2009 года — заместитель начальника Управления по ЮЗАО Департамента жилищной политики и жилищного фонда Москвы. В 2011 году начал работу в Российской академии народного хозяйства и государственной службы при Президенте РФ в должности заместителя декана факультета экономики и недвижимости по административной работе. С ноября 2014 года работает в Администрации городского округа Химки Московской области. С 2016 по 2020 Дмитрий Волошин занимал пост главы, а в 2021 году был переизбран на второй срок единогласным решением Совета депутатов городского округа. 27 января 2025 года он покинул свой пост по собственному желанию в связи с переходом на новое место работы. Заявление о досрочном прекращении полномочий было принято на заседании Совета депутатов

### Достижения
Городской округ Химки занимает лидирующие позиции в региональных и всероссийских рейтингах. Так, в 2020 году Химки заняли первое место в региональном «Рейтинге-45» по эффективности муниципальных администраций Московской области, который отражает качество работы органов местного самоуправления. В 2021 году Химки стали самым «умным» крупным городом России по уровню технологичности. По итогам 2022 году муниципалитет вошёл в десятку лучших городов страны по качеству городской среды, а в 2023-м - стал победителем всероссийского конкурса «Лучшее муниципальное образование в сфере управления общественными финансами».

### Награды
- Дмитрий Волошин награждён благодарностями Президента Российской Федерации и Губернатора Московской области, а также многочисленными наградами федеральных министерств и государственных ведомств.
- Почётный знак «За заслуги в развитии физической культуры, спорта и туризма» (27 ноября 2020 года, Межпарламентская ассамблея СНГ) — за значительный вклад в развитие физической культуры, спорта и туризма в государствах — участниках Содружества Независимых Государств, реализацию идей сотрудничества в сфере физической культуры, спорта и туризма[6].